# 新即物主義
新即物主義（しんそくぶつしゅぎ、英: New Objectivity）は、ノイエザッハリヒカイト（独: Neue Sachlichkeit）とも呼ばれ、第一次世界大戦後に勃興した美術運動であるが、その概念は戦前まで遡ることが出来る。
非常に多義的かつ広範囲に及ぶ芸術運動であるため注意が必要。
ナチスの台頭により弾圧、衰退する。

## 建築
新即物主義の出発点。提唱者はドイツ工作連盟発起人ヘルマン・ムテジウスである。
新即物主義の建築を代表する人物に、ブルーノ・タウト、ミース・ファン・デア・ローエ、エアンスト・マイ、ハンス・ペルツィヒなどがいる。

## 新即物主義と写真
新即物主義の写真への影響は、ドイツにおいて、1920年代後半に現われ始める。具体的な例としてあげられる写真集としては、アルベルト・レンガー=パッチュの『世界は美しい』（Die Welt ist Schön, 1928年）やカール・ブロスフェルトの『芸術の原型』（Urformen der Kunst, 1928年）がある。前者は工場や機械を中心に、人や動物も含めた様々なものを、後者は植物のみを、技術的実験性のない、冷静な、非人間的とも言えるまなざしで撮影した作品群である。その意味で、単純な伝統的リアリズムではなく、新即物主義的な視線・色彩を強く持っている。なお、クローズアップや水平線・垂直線の強調などの構成主義的な言語も用いられている。また、このような、冷静な冷めた視線で、人物をとらえた写真家としては、アウグスト・ザンダーが挙げられる（1929年の写真集『時代の顔』 Antlitz der Zeit）。
さらに、機械美学という面に目を向ければ、他にも、フランスのジェルメーヌ・クルルの『メタル』（Métal, 1927年）なども、その例として挙げられるであろう。
これらの作品傾向が、モホリ＝ナジらのバウハウスの実験的・前衛的な写真と一緒になり、ノイエ・フォト（ドイツ新興写真）へとまとまっていく。
日本では、新即物主義の写真への影響は、新興写真の一部として、1930年ごろに展開し始め、報道写真、前衛写真等の様々な分野の写真作品へと浸透していった（新興写真の項を参照）。一例としては、田中長徳が土門拳の作品を（戦後になって）論じる時に用いた。
写真における新即物主義の影響は、表現的な面がほとんどで、政治性や社会風刺といった（ジョージ・グロスなどにある）思想的な面があまり見られない、という特徴がある。

## 「新即物主義」の画家と作品
1925年、マンハイム市立美術館館長グスタフ・フリードリヒ・ハルトラウプが新即物主義の概念を絵画に転用し開催した展覧会『ノイエザッハリヒカイト（新即物主義）──表現主義以降のドイツを代表する芸術』を起源とする。ハルトラウプ曰く「アレクサンデル・カノルトの作品のための展覧会」であるという。
ハルトラウプの概念では右派クラシシズムと左派ヴェリズム、二つの傾向を有していたため論争が巻き起こる事態に発展。なおこのふたつの傾向は1910年代の個人の内面と探求の表現を目指した、主観的ともいえる表現主義に反する態度を取るという点においては一致する。同時期に発表されたフランツ・ロー著魔術的リアリズムと共通する思想であり、同一視された。その後魔術的リアリズムは新即物主義のひとつの傾向として再定義されるため注意が必要。
クラシシズムは「凍った現実」と呼ばれる匿名性や無時間性、無音性を特徴とする「抽象画兼具象画」が主流である。ヴェリズムは社会の中の無名性や匿名性として存在している人間に対し冷徹な視線を注ぎ、即物的に表現する。後に音楽分野にも波及したが、ナチスの台頭とともに退廃芸術として迫害を受け収束する。
以下のような画家が「新即物主義」の画家とされる。
- アドルフ・エルプスロー(1881-1947)
- アレクサンデル・カノルト (1881-1939)
- カルロ・メンゼ(1886-1965)
- ゲオルク・シュリンプフ (1889-1938)
- ゲオルク・ショルツ (1890-1945)
- ルドルフ・シュリヒター(1890-1955)
- オットー・ディクス (1891-1969)
- ジョージ・グロス (1893-1959)
- ルドルフ・ヴァッカー (1893-1939)
- カール・グロスベルク (1894-1940)
- クリスチャン・シャド （1894-1982）
- コンラット・フェリックスミュラー(1897-1977)
- エルフリーデ・ローゼ＝ヴェヒトラー(1899-1940)

- (画)アレクサンデル・カノルト(1910)
- (画)ゲオルク・ショルツ(1927)
- (画)ゲオルク・シュリンプフ(1923)
- (画)カール・グロスベルク(1925)
- (画)ルドルフ・ヴァッカー(1922)